# The Porters
The Porters war eine Folk-Punk/Folk-Rock-Band aus dem Großraum Duisburg und Düsseldorf. Die Band verband traditionelle Folk- mit Punk-/Rockelementen und wurde zunächst durch die Zusammenarbeit mit der zwischenzeitlich aufgelösten Oi!-Band 4 Promille bekannt. Die häufig verwendete Beschreibung „The Pogues meets Social Distortion“ charakterisiert den musikalischen Stil treffend.

## Bandgeschichte
Gegründet wurde die Band 2001 als Nebenprojekt einiger Musiker der Bands 4 Promille, Sondaschule, Colt 45 und Emscherkurve 77. 2002 erschien das erste Album A Tribute to Arthur Guinness, welches ausschließlich Coverversionen von alten irischen Folksongs enthielt.
Im Jahr 2006 kamen mit dem Schlagzeuger Gehrke und der Bassistin Judith zwei neue Mitglieder in die Band. Durch Konzerte mit u. a. The Real McKenzies wurde außerdem der Bekanntheitsgrad der Band weiter gesteigert, so dass 2007 schließlich das zweite Album Anywhere But Home veröffentlicht werden konnte. Das Album beinhaltet bis auf Cheating at Solitaire (im Original von Mike Ness) und Fiesta (The Pogues) ausschließlich Eigenkompositionen im Folk-Punk/Folk-Rock-Stil.
Ende 2007 wurde die Band durch Carsten Wrede am Akkordeon verstärkt. 2009 wechselte die Besetzung. „JimBob“ (Thomas) übernahm den Bass bis 2010, dann übernahm „Sebbo Armstrong“ (Sebastian) bis Ende 2011 den Bass, „El Bujny Grande“ (Carsten) die Lead-Gitarre, „Signorina Violina“ (Silke) die Geige und „Gipsy Andy“ (Andreas) die Orgel/das Piano/Akkordeon. Als Backup fürs Schlagzeug ist außerdem seit 2010 „Lé Krollé“ (Dennis) hin und wieder live zu sehen. Neuester Zuwachs seit Anfang 2011 ist Andreas alias „Irish Pete“ am Bass.
2012 veröffentlichten The Porters ihr drittes Studioalbum Rum, Bum & Violina. Dort verbindet die Band Elemente aus Country, Punkrock & Folk Music miteinander und setzt dabei auf ein breites akustisches und elektrisches Instrumentarium. Auf der 2014 veröffentlichten Compilation Welcome to the Folk Punk Show ist die Band ebenfalls mit drei bisher unveröffentlichten Songs vertreten. Die Veröffentlichung ist ausschließlich auf Vinyl erhältlich.
Im Januar 2020 tourten The Porters als Support für die kanadische Band The Dreadnoughts durch Deutschland und machten Station in Hamburg, Berlin, Hannover und Aachen. Die letzte reguläre Show vor dem ersten coronabedingten Lockdown in Deutschland spielte die Band im Februar 2020 in Gütersloh gemeinsam mit The Mahones aus Kanada. Im  Dezember 2023 wurde das Album To The Good Times And The Bad veröffentlicht. Gleichzeitig wurde nach 22 Jahren die Trennung der Band publik gemacht. Als Begründung wurden gesundheitliche Gründe des Sängers und Gitarristen Volker Grüner genannt.

## Diskografie
- 2002: A Tribute to Arthur Guinness
- 2007: Anywhere but Home
- 2012: Rum, Bum and Violina
- 2023: To The Good Times And The Bad

Kompilationen
- 2003: Knock Out in the 6th Round
- 2006: Shite'n' Onions Vol. 2
- 2014: Welcome to the Folk Punk Show

## Bilder

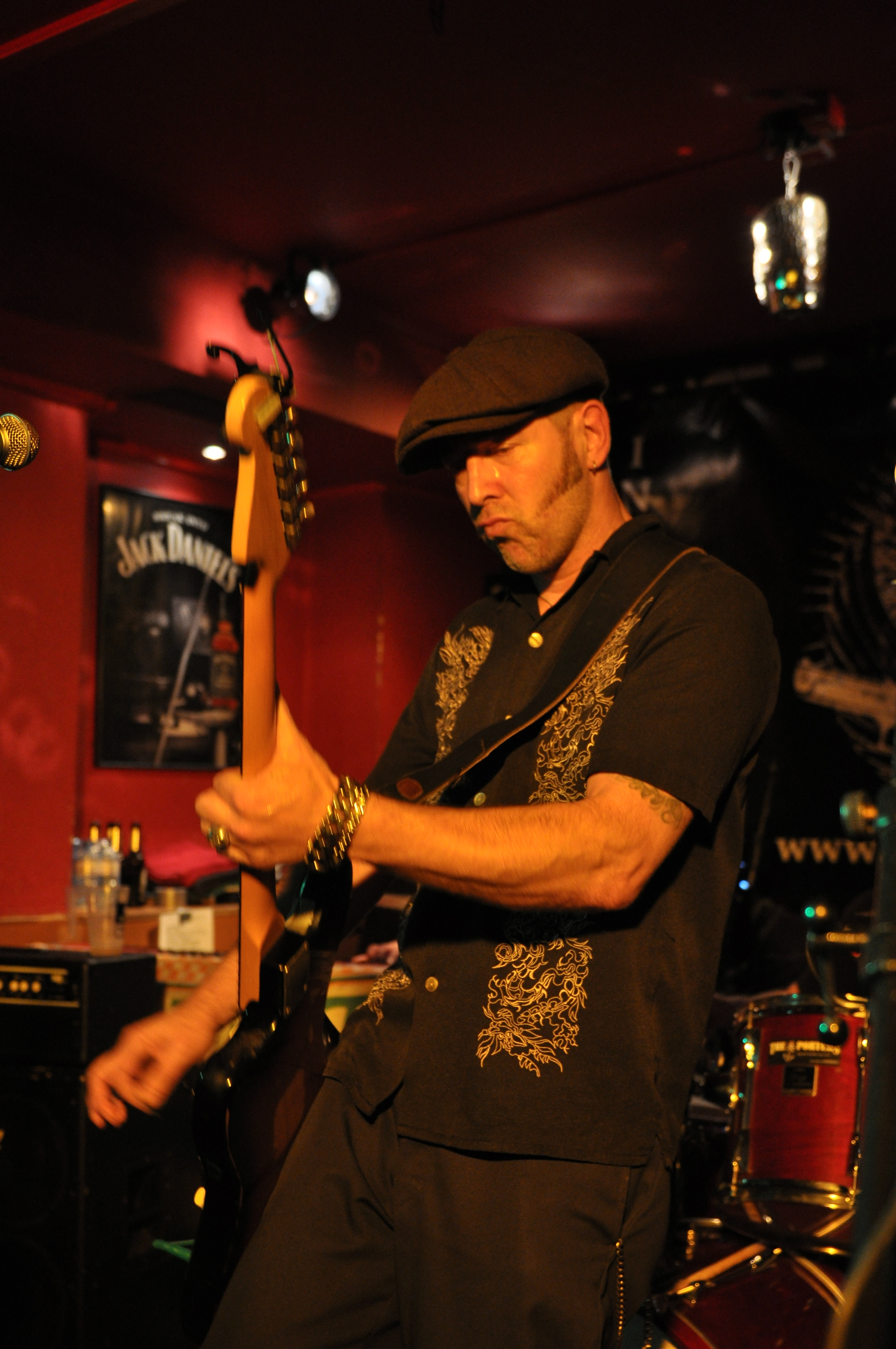
Volker Grüner
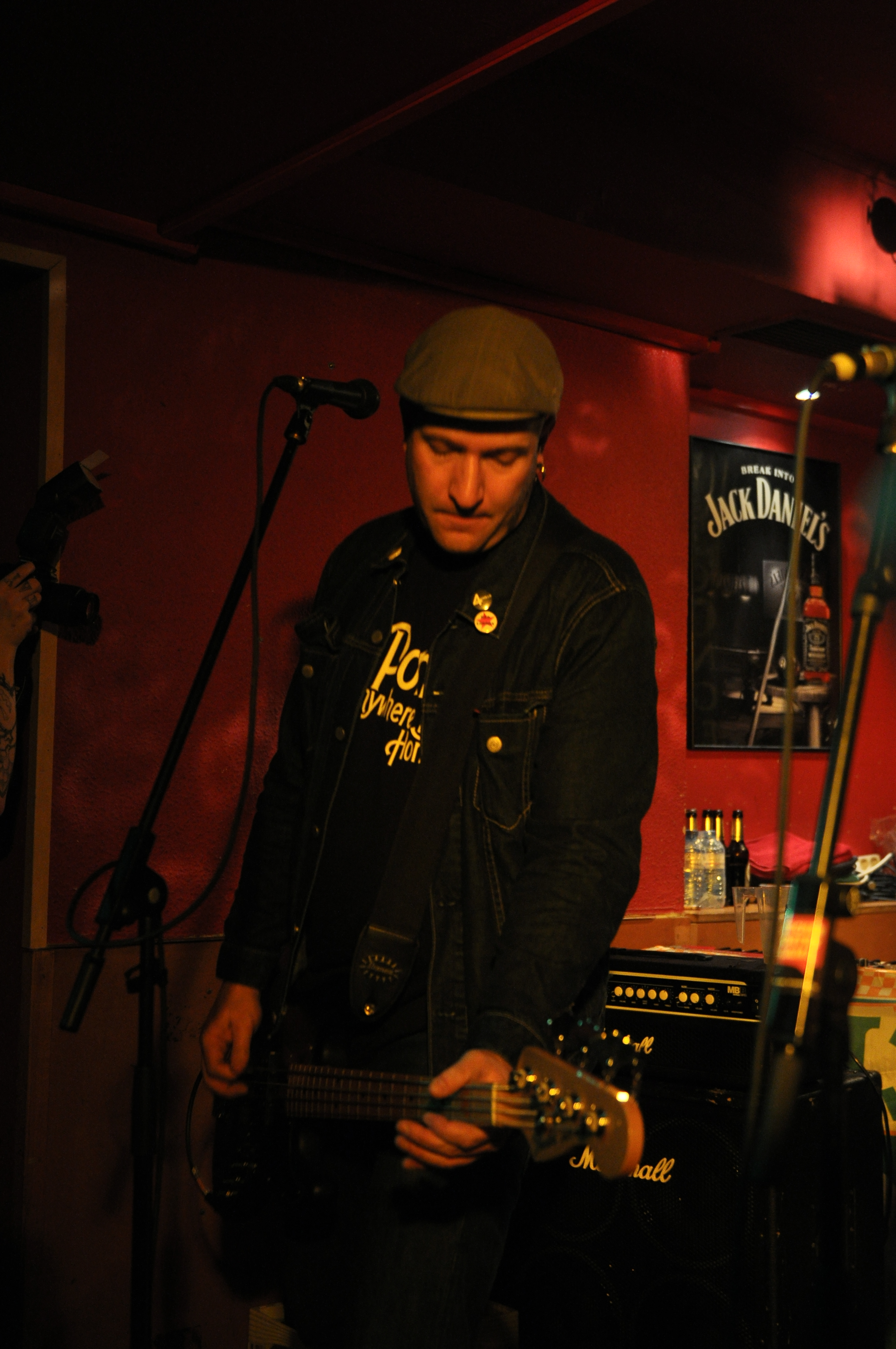
Andreas „Irish Pete“
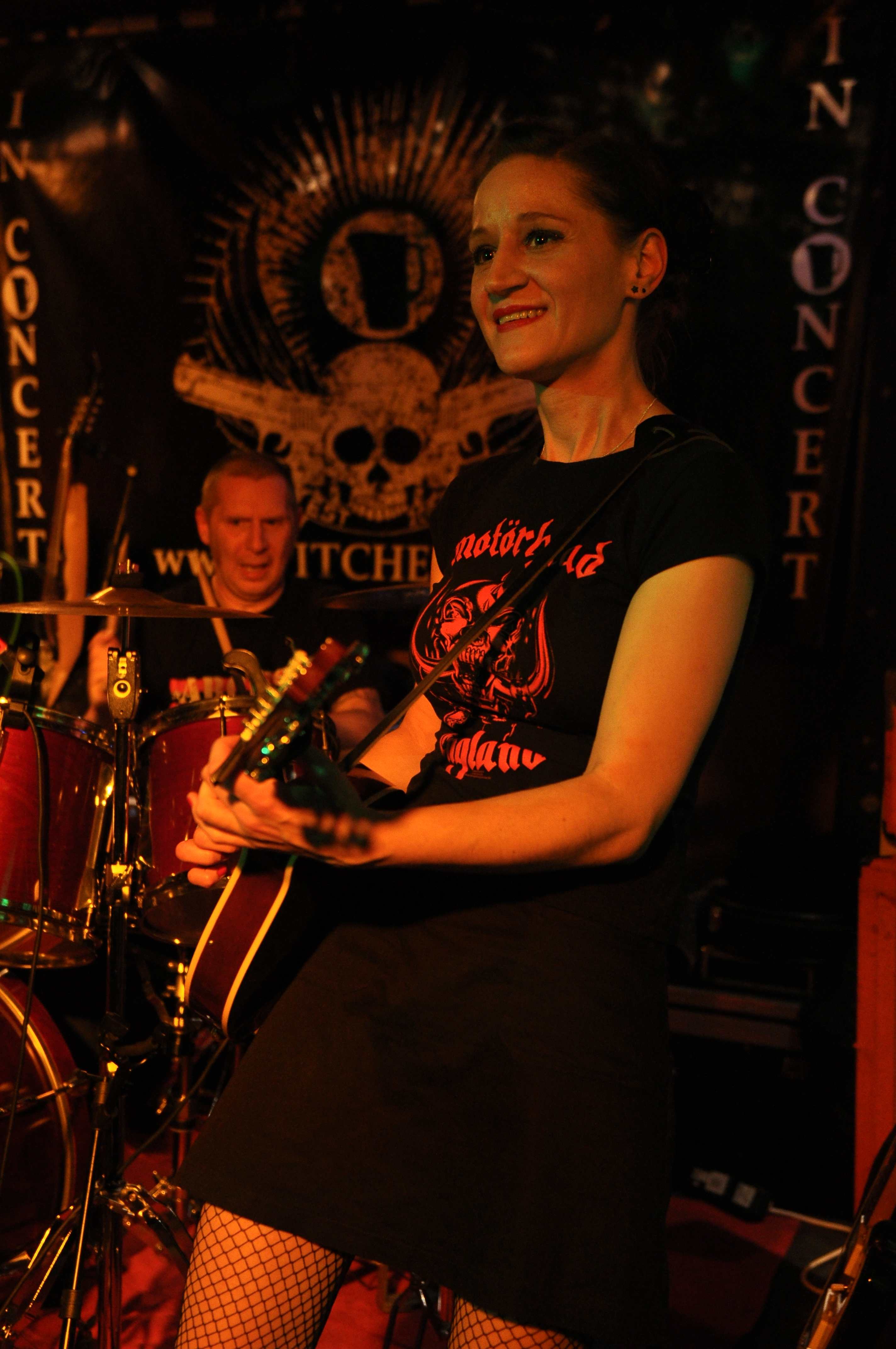
Silke
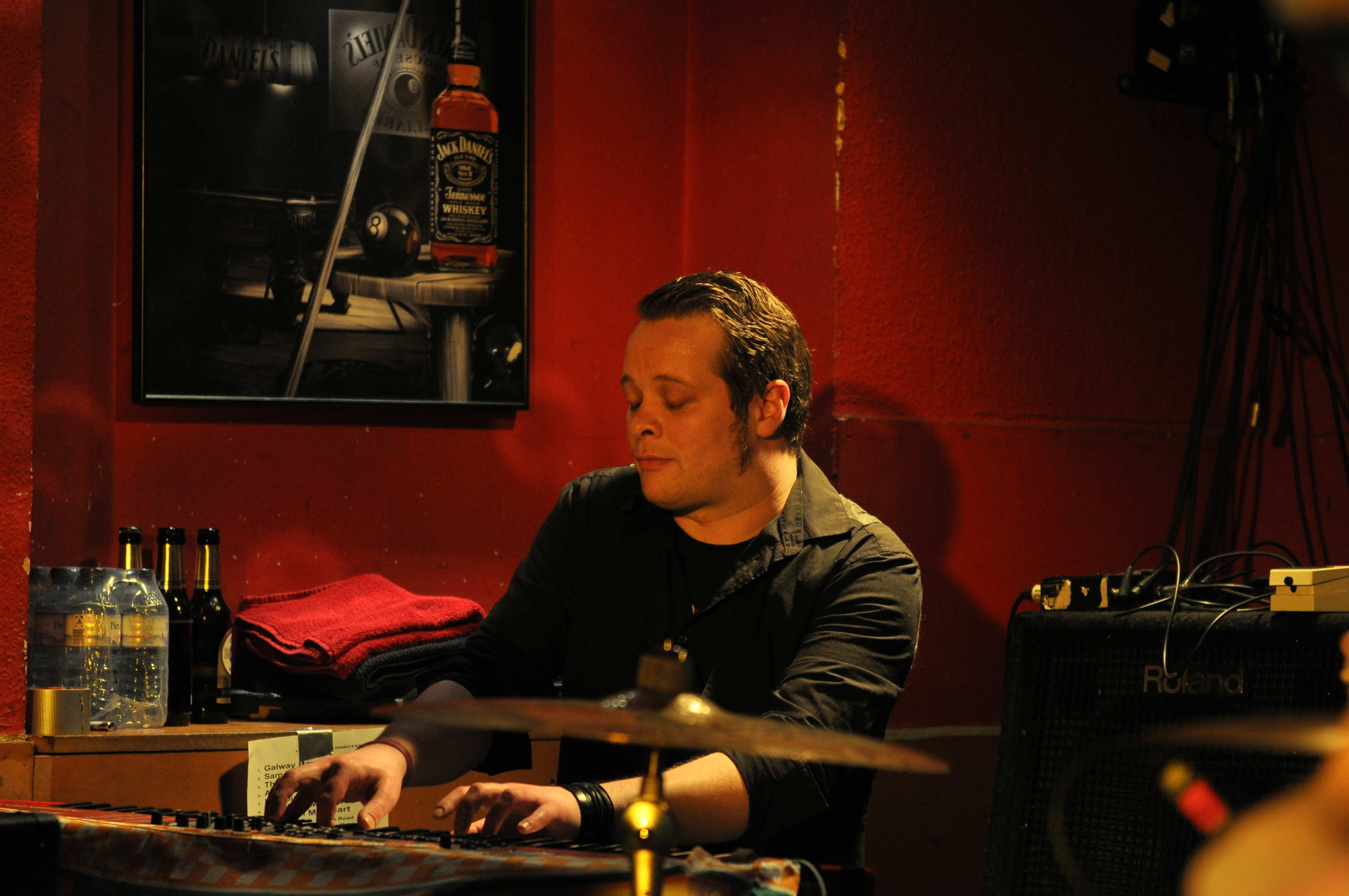
Andreas
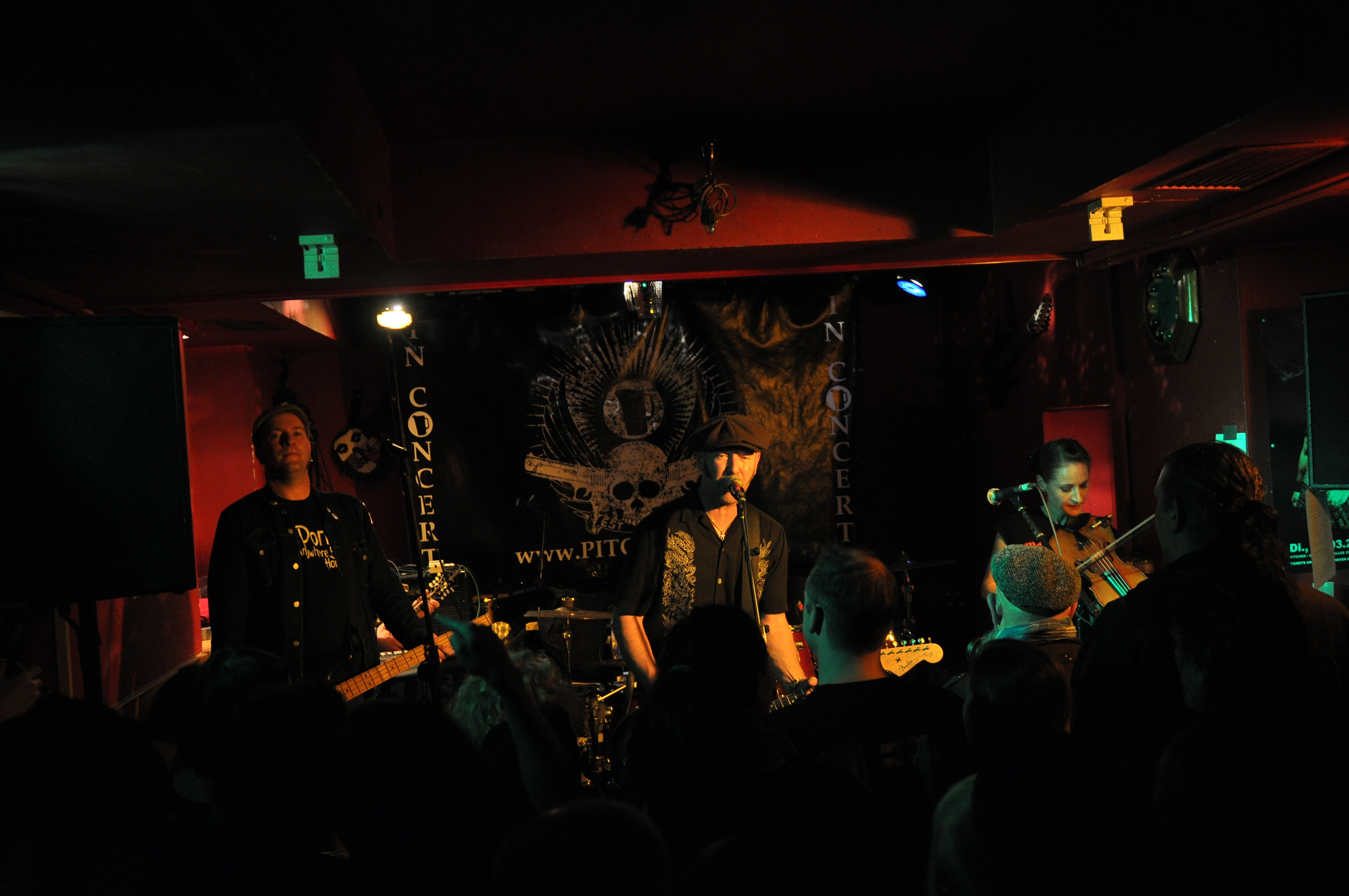
The Porters